# Таволжанка (Акмолинская область)
Таволжа́нка (каз. Таволжанка) — село в Астраханском районе Акмолинской области Казахстана. Входит в состав Астраханского сельского округа. Код КАТО — 113630300.

## География
Село расположено на правом берегу реки Ишим, в центральной части района, на расстоянии примерно 12 километров (по прямой) к западу от административного центра района и сельского округа — села Астраханка.
Абсолютная высота — 295 метров над уровнем моря.
Ближайшие населённые пункты: село Жанабирлик — на востоке, село Шиликты — на юге.
Близ села проходит проселочная дорога «Астраханка — Колутон».

## Население
В 1989 году население села составляло 533 человека (из них русские — 44 %, казахи — 21 %, немцы — 20%).
В 1999 году население села составляло 422 человека (209 мужчин и 213 женщин). По данным переписи 2009 года, в селе проживало 306 человек (159 мужчин и 147 женщин).
| Численность населения | Численность населения | Численность населения |
| 1989                  | 1999                  | 2009                  |
| --------------------- | --------------------- | --------------------- |
| 533                   | ↘422                  | ↘306                  |

## Улицы
- ул. Речная